# كيركالدي وكاودينبيث (دائرة انتخابية في المملكة المتحدة)
كيركالدي وكاودينبيث (بالإنجليزية: Kirkcaldy and Cowdenbeath)‏ هي إحدى الدوائر الانتخابية في المملكة المتحدة الممثلة في مجلس العموم في برلمان المملكة المتحدة.
عضو البرلمان الذي يمثلها حالياً هو :Rt Hon Gordon Brown (Lab).